# Kathedrale St. Peter und Paul (Kaunas)

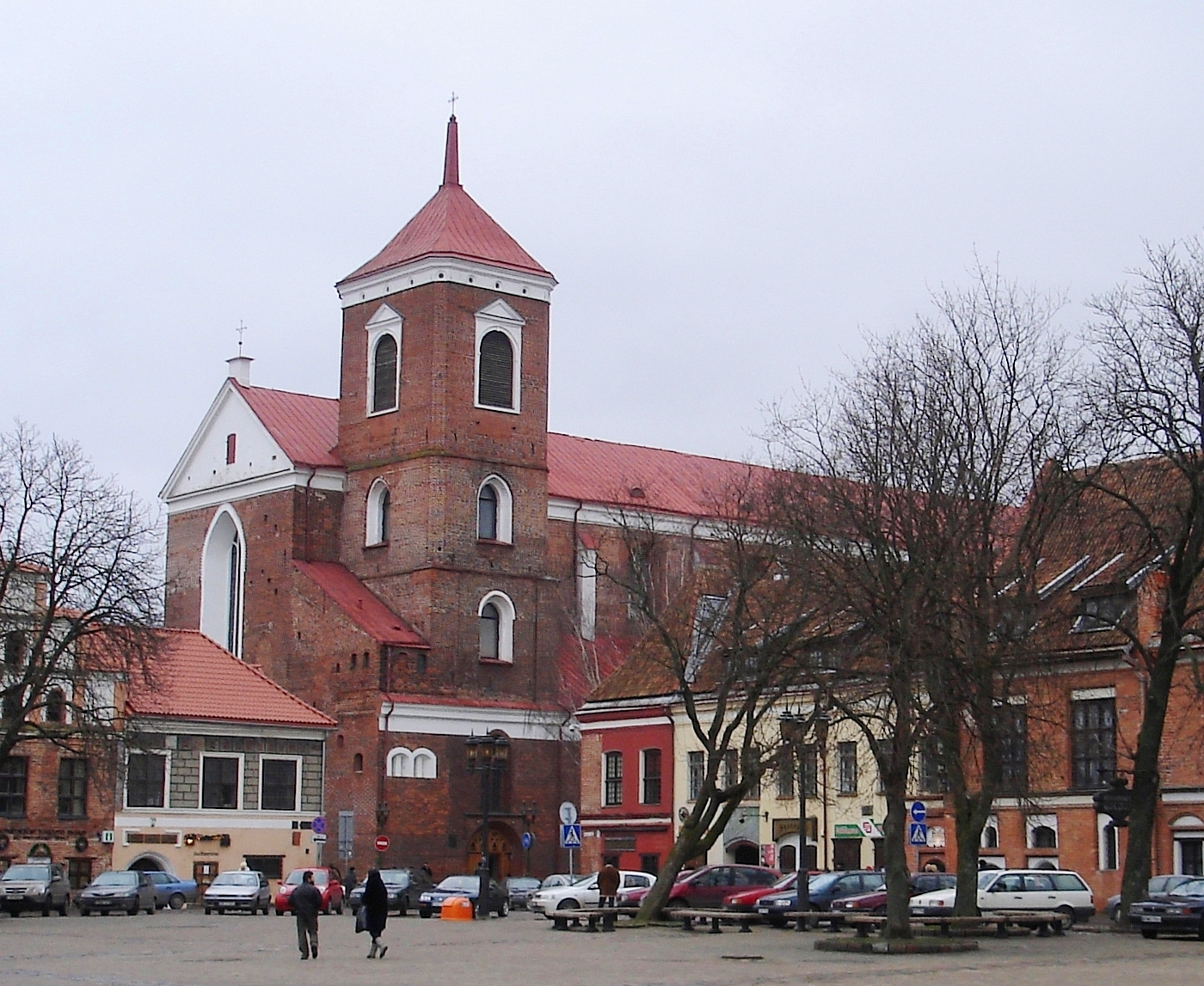
Kathedrale St. Peter und Paul

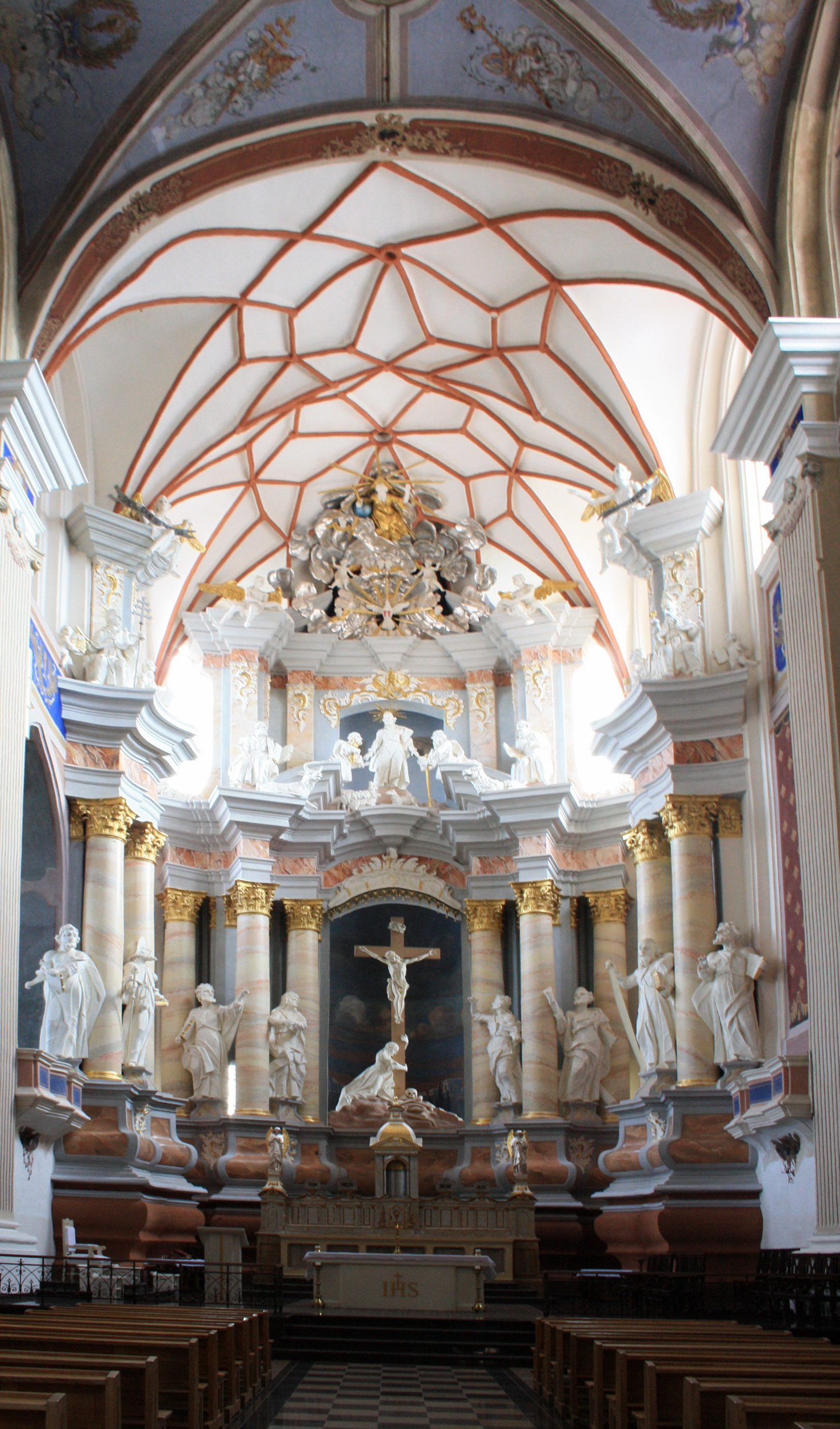
Chor und Hochaltar

Die Kathedrale St. Peter und Paul (lit. Šv. apaštalų Petro ir Povilo arkikatedra bazilika) ist die römisch-katholische Bischofskirche des Erzbistums Kaunas in Kaunas, der zweitgrößten Stadt Litauens. Hier finden auch unterschiedliche religiöse und nationale Veranstaltungen, Konzerte (zum Beispiel, im Rahmen des internationalen Musikfestivals „Musica sacra“) statt.

## Geschichte
Die Stadt- und Marktkirche am Rathausplatz mit dem Patrozinium Peter und Paul wurde um 1410 im gotischen Stil begonnen und im Lauf der Jahrhunderte nach Krieg- und Brandschäden mehrfach verändert. Ihre wertvolle Ausstattung spiegelt den Wohlstand der Handelsstadt besonders in der Barockzeit. 1895 wurde die Sakramentskapelle angebaut. 1921 erhielt die Kirche den Rang einer Basilica minor. Mit der Errichtung des Erzbistums Kaunas 1926 wurde sie dessen Kathedrale.

## Architektur
St. Peter und Paul ist eine dreischiffige Backstein-Basilika ohne Querhaus. Sie hat fünf Langhaus- und vier Chor-Joche mit einer 3/6-Apsis. Die Westfassade flankiert südlich der 41 m hohe schlichte quadratische Glockenturm. Gotische Formen sind vor allem im Chor und in der Apsis erhalten, während das Langhaus zur Zeit der Renaissance und des Frühbarock umgestaltet wurde. Die Sakramentskapelle an der Südseite des Chors ist ein selbständiger Bauteil der Neugotik. Charakteristisch für die Außenwirkung sind die weiß verputzten Akzente des Giebeldreiecks, der Laibungen und der Architrave, die mit dem Backsteinrot kontrastieren.

## Ausstattung

Blutreliquie von Papst Johannes Paul II. in der Peter und Paul-Kirche in Kaunas

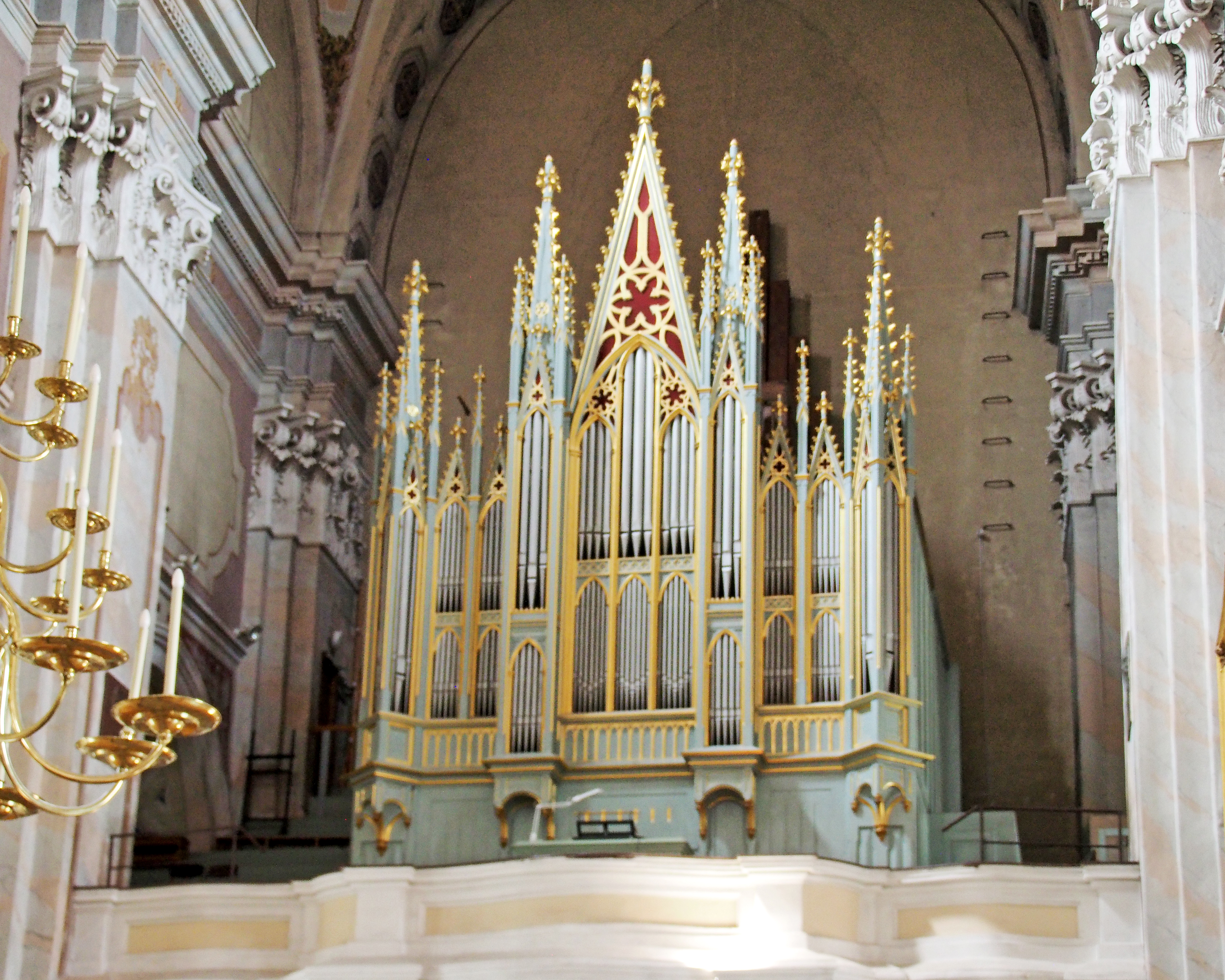
Prospekt der Radavičius-Orgel von 1882

Das Innere der Kathedrale zeigt sich im Gewand des Früh- und Hochbarock. Die Säulen, Wandflächen und Gewölbe sind teils pastellfarben marmoriert, teils mit Ornamenten und Bildmedaillons geschmückt; diese Bemalung wurde Ende des 19. Jahrhunderts im neobarocken Stil geschaffen. Der Hochaltar mit den Skulpturen des Gekreuzigten und der trauernden Maria Magdalena wird bekrönt von der Figur des Auferstandenen, kniend angebetet von den Aposteln Petrus und Paulus und umgeben von den Evangelistensymbolen. Er wurde 1775 geweiht und steht im Zentrum einer aufwendigen barocken Säulenarchitektur mit weiteren acht expressiven Heiligenstatuen. Darüber spannt sich ein spätgotisches Netzgewölbe. Je vier Seitenaltäre befinden sich beidseitig an den Langhaussäulen. Von ihnen ist der Mariä-Himmelfahrt-Altar vorn links der bemerkenswerteste; er ist in der Originalgestalt des 17. Jahrhunderts erhalten. Der zuletzt geweihte Altar trägt den Namen von Papst Johannes Paul II. und beherbergt eine Blutreliquie des 2014 heiliggesprochenen Hl. Vaters.
In der Krypta ist der litauische Bischof und Schriftsteller Motiejus Valančius († 1875) beigesetzt. In der Sakramentskapelle, deren neugotische Ausstattung Johannes den Täufer zum Thema hat, befindet sich das Grab von Kardinal Vincentas Sladkevičius († 2000). An der Außenwand des südlichen Seitenschiffs steht das Grabmonument des Priesters und Nationaldichters Maironis († 1932).
Die Orgel der Kathedrale wurde 1882 vom litauischen Orgelbauer Juozapas Radavičius (1857–1911) erbaut und orientiert sich an spätromantischen französischen Vorbildern.